# Joachim Schröder
Joachim Schröder es un deportista de la RDA que compitió en judo. Ganó tres medallas de bronce en el Campeonato Europeo de Judo entre los años 1965 y 1967.

## Palmarés internacional
| Campeonato Europeo | Campeonato Europeo      | Campeonato Europeo | Campeonato Europeo |
| Año                | Lugar                   | Medalla            | Categoría          |
| ------------------ | ----------------------- | ------------------ | ------------------ |
| 1965               | Madrid (España)         | Medalla de bronce  | –70 kg (A)         |
| 1966               | Luxemburgo (Luxemburgo) | Medalla de bronce  | –70 kg             |
| 1967               | Roma (Italia)           | Medalla de bronce  | –70 kg             |